# Gibson EB-3
Gibson EB-3 — бас-гитара, производившаяся гитарной корпорацией Gibson.
Введенная в серийное производство в 1961 году, EB-3 (на основе более ранней модели EB-1) была одной из бас-гитар, эквивалентной популярной серии гитар Gibson SG. Её основные черты: тонкий цельный корпус, укороченная мензура в 30,5 дюймов, и два звукоснимателя (у грифа — один большой хамбакер, а у струнодержателя — один мини-хамбакер). Изменение звучания осуществлялось с помощью четырёхпозиционного переключателя и связанных с ним регуляторов громкости и тембра для каждого звукоснимателя. Основным цветом был вишнево-красный (как у модели SG), но предлагались EB-3 ещё несколько вариантов окрасок: полярный белый, Пелхемский синий и эбеновый чёрный.
Дизайн бас-гитары в течение 1960-х менялся несколько раз. В 1962 году чёрная пластиковая крышка над хамбакером около грифа была заменена на металлическую. На рубеже 1964 — 1965 годов, никелированная фурнитура была заменена на хромированную. Примерно на рубеже 1966 — 1967 годов гриф стал более тонким, нерегулируемый струнодержатель был заменен на полностью регулируемый с нейлоновым седлом для каждой струны. Струнный предохранитель был удален. Вместо струнного появился бриджевый предохранитель. Дизайн рукояток регуляторов стал напоминать «ведьмин колпак». В 1969 и 1970 годах, головка грифа имела вырезанные канавки (подобные на большинстве классических гитар), колки были установлены под углом 90 градусов. В 1970-х годах, изменилось положение звукоснимателей на корпусе: они стали ближе к струнодержателю. Также изменился и материал грифа: вместо махагони стал использоваться клён (древесина). Кроме того, помимо Gibson EB-3 была выпущена новая модель под названием EB-3L, которая имела мензуру в 34 дюйма. EB-3L появилась по просьбе бас—гитаристов, так как они предпочитали более широкие грифы, такие как у моделей Fender. Производство EB-3 прекратилось в 1979 году. Компания Gibson ссылалась на то, что модель SG Standard Bass — это «плевок в сторону репутации компании».
В настоящее время оригинальные модели Gibson EB-3 производятся компанией Epiphone.

## Известные пользователи Gibson EB-3
Одним из известных пользователей Gibson EB-3 является Джек Брюс, который перешел от Fender VI к EB-3 перед записью альбома Cream «Disraeli Gears». В отличие от традиционных Gibson EB-3, бас-гитара Джека Брюса, на которой он играл десятилетиями, имела нестандартные размеры грифа.